# Bisdom Tubarão
Het bisdom Tubarão (Latijn: Dioecesis Tubaraoënsis) is een rooms-katholiek bisdom met als zetel Tubarão, in Brazilië. Het bisdom is suffragaan aan het aartsbisdom Florianópolis.

## Geschiedenis
Het bisdom werd opgericht op 28 december 1954, uit delen van het bisdom Florianópolis.

## Parochies
Het bisdom had in 2020 een oppervlakte van 4.531 km2 en telde 391.658 inwoners waarvan 84,9% rooms-katholiek was.

## Bisschoppen
- Anselmo Pietrulla (11 mei 1955 - 17 september 1981)
- Osório Claudio Bebber (17 september 1981 - 18 januari 1992)
- Hilário Moser (27 mei 1992 - 15 juni 2004)
- Jacinto Bergmann (15 juni 2004 - 1 juli 2009)
- Wilson Tadeu Jönck (26 mei 2010 - 28 september 2011)
- João Francisco Salm (26 september 2012 - 19 januari 2022)
- Adilson Pedro Busin (3 mei 2023 - heden)

Florianópolis (aartsbisdom) · Blumenau · Caçador · Chapecó · Criciúma · Joaçaba · Joinville · Lages · Rio do Sul · Tubarão